# 远东革命团体第一次代表大会
远东革命团体第一次代表大会（俄语：Первый съезд революционных организаций далбнего востока）是共产国际于1922年1月21日至2月2日在伊尔库茨克与莫斯科召开的远东各国共产党及民族革命团体的代表大会。目的是贯彻共产国际二大根据列宁关于民族殖民地问题的理论着眼于东方的反帝反封建民族解放运动，推动在东亚、东南亚组建各国的共产党与民族主义政党。出席大会的有中国、朝鲜、日本、蒙古、爪哇等国代表。

## 背景
1920年9月27日，库恩·贝拉代表国产国际执行委员会执行局向共产国际执行委员会全体会议提出了在伊尔库茨克召开远东各国共产党及民族革命团体第一次代表大会的建议。1920年九月，执行委员会通过的一项决议指出，拟议中的代表大会的性质应该和在巴库召开的东方各民族代表大会相同。这次代表大会应该有西伯利亚、中国、日本、朝鲜的代表参加。1921年8月26日，共产国际执行委员会执行局决定，计划于1921年11月11日在伊尔库茨克召开的“远东人民代表大会应该研究华盛顿会议将要讨论的问题。当时，中国和朝鲜的资产阶级民族主义者期望美国政府主持“正义人道”，帮助他们从日本帝国主义的统治和侵略下解放出来，因此对华盛顿会议寄以很大希望。在这种情况下，共产国际执行委员会认为有必要听取日本、朝鲜、中国和蒙古工人、农民和知识分子的意见，统一思想认识，加强远东被压迫民族之间的联系和团结，以远东各国共产党和民族革命团体代表大会对抗华盛顿会议。
会议组织者是舒米亚茨基，片山潜、金奎植等为主席团成员。1921年秋，当中共收到伊尔库茨克共产国际远东局关于选派代表参加会议的通知后，立即分派包惠僧赴广东、周佛海赴湘鄂、刘仁静到北方各主要城市、高语罕在安徽，物色选派代表赴会。张太雷作为共产国际远东书记处成员赴日本组织日本代表团。共产国际驻中国代表还直接与设在上海的国民党总部联系，邀请该党派代表参加大会。每名代表路费200银元。从10月下旬起，代表们秘密分批赴俄，于11月、12月先后辗转到达伊尔库茨克。由于多数代表未能按期赶到，12月，当大部分代表陆续抵达伊尔库茨克后，考虑到便于列宁和共产国际就近指导等原因，大会改在莫斯科举行。这赋予了大会更为重大的政治意义。

## 会议
由于这次大会筹备的时间长达十四个月之久，并且由几个委员会共同负责实施，再加上代表大会的速记记录又从未出版过，所以关于这次大会的名称说法不一，多达十几个。如“远东人民代表大会”、“远东共产党和革命组织代表大会”、“远东劳工者第一次代表大会”、“远东革命组织第一次代表大会”、“远东共产党人和革命者代表大会”、“莫斯科远东劳动者代表大会”、“远东各国共产党及民族革命团体第一次代表大会”等等。在中国，通常把这次大会称为“远东各国共产党及民族革命团体第一次代表大会”。这一名称最早见于1922年8月10日出版的《先驱》第十一期发表了《远东各国共产党及民族革命团体第一次大会宣言》。
出席这次大会的远东各国代表共148人，其中有表决权的131人，有发言权的17人。朝鲜52人，其中共产党人42名；中国39人，其中共产党人14名；日本73人，其中共产党人9名；蒙古14人。1922年1月21日，远东各国共产党及民族革命团土第一次代表大会在克里姆林宫斯维尔德洛夫大厅隆重开幕。列宁、托洛茨基、季诺维也夫和斯大林被推选为大会名誉主席。共产国际东方部主任萨法洛夫、库恩·贝拉、罗易、舒米亚茨基，以及中国、朝鲜、日本等国的代表共十七人当选为大会主席。在开幕式上，片山潜代表共产国际执行委员会，加里宁代表全俄中央执行委员会，洛佐夫斯基代表赤色工会国际，许勒代表青年共产国际致了贺词。
中国代表团先后有五人在大会上发言。关于中国形势问题的主要报告人是张国焘。他在报告中介绍了中国无产阶级和农民处境、以及土地关系、学生运动和罢工运动等方面的情况。邓培介绍了中国工会状况和铁路工人、冶金工人罢工等情况。于树德介绍了帝国主义侵略中国，外国资本控制中国工业，外国货物充斥中国市场，致使手工业者破产等情况。张秋白介绍了国民党的现状和孙中山领导的南方政府的情况。女代表黄碧魂介绍了中国妇女运动的状况。会议期间，列宁抱病接见了参加会议的中国代表张国焘、张秋白和邓培，问“中国国民党和中国共产党是否可以合作？”列宁明确表示，中国共产党应当促进各反帝革命力量的团结，中国革命的任务是反对帝国主义和封建势力。
大会期间，各国的青年代表于1922年1月30日至2月1日举行了远东各国革命青年第一次代表大会；各国的妇女代表于1922年1月22日-31日举行了远东各国劳动妇女第一次代表大会。

## 影响
1922年6月15日发表的《中国共产党对于时局的主张》，是在远东各国共产党及民族革命团体第一次代表大会的启发下，以列宁的民族和殖民地问题理论为指导，分析了中国社会的性质、革命的对象和革命的动力等问题，指出：无产阶级目前“最切要”的工作，是“联络民族派共同对封建式的军阀革命，以达到军阀覆灭能够建立民主政治为止。”“邀请国民党等革命民主派及革命的社会主义各团体开一个联席会议，共同建立一个民主主义的联合战线，向封建式的军阀继续战争。”同中共“一大”宣言的“以无产阶级革命军队推翻资产阶级，采用无产阶级专政，以达到阶级斗争的目的——消灭阶级”相比，在理论上和策略上都有了明显的进步。
1922年7月16日至23日，中国共产党在上海召开了第二次全国代表大会。十二名代表中张国焘、王尽美、邓恩铭出席过远东各国共产党及民族革命团体第一次代表大会。中共二大根据列宁的民族和殖民地问题理论，以及远东各国共产党及民族革命团体第一次代表大会的精神，分析了国际、国内的政治经济情况，估计了各阶级的动向，指出了帝国主义和封建军阀是我国民族民主革命时期的主要敌人。赞同远东各国共产党及民族革命团体第一次代表大会“通过的关于共产党与民族革命分子合作的决议。”二大指出：外国资本主义为自己的发展和利益，“扶助中国军阀，故意阻碍中国幼稚资本主义的兴旺。中国幼稚资产阶级要免除经济上的压迫起见，一定能起来与世界资本帝国主义奋斗。”“只有无产阶级的革命势力和民主主义的革命势力合同动作，才能使真正民主主义革命格外迅速成功。”

## 中国与会代表
中国共产党、中国社会主义青年团、中国国民党以及中国的工人、农民、学生、妇女等革命团体的正式代表39人参加大会。
| 姓名                         | 推荐单位                           | 本人身份                                                                                   |
| ---------------------------- | ---------------------------------- | ------------------------------------------------------------------------------------------ |
| 邓培                         | 唐山铁路职工会                     | 会长                                                                                       |
| 赵子俊                       | 武汉社会主义劳动团                 | 武昌平湖门外纱局失业工人                                                                   |
| 黄碧魂                       | 中华女界联合会总会                 | 广州车衣女工会会长                                                                         |
| 王居一                       | 中国共产党山东部                   | 中学教员                                                                                   |
| 王寒烬                       | 广州土木建筑工会                   | 工会书记                                                                                   |
| 倪忧天                       | 工作互助会                         | 印刷工会                                                                                   |
| 张亚伯                       | 中国国民党                         | 太平洋与中国杂志社新闻主笔                                                                 |
| 于树德                       | 新中学会                           | 北京法政专门学校教员                                                                       |
| 欧阳笛渔                     | 上海机器工会                       | 上海社会主义青年团                                                                         |
| 王光辉                       | 湖南劳工会                         | 技术工人                                                                                   |
| 黄凌霜                       | 广东机器工会                       | 新闻界 无政府主义                                                                          |
| 高尚德(高君宇)               | 少年中国学会                       | 学生                                                                                       |
| 郝天柱                       | 留日学生救国团                     | 太平洋与中国杂志社记者                                                                     |
| 张国焘                       | 中国共产党，陈独秀亲笔推荐信       | 劳动运动中国书记部书记                                                                     |
| 林育南                       | 共存社(湖北黄冈)                   | 教员                                                                                       |
| 梁万鹏                       | 唐山社会主义青年团                 | 唐山职工会机器工人                                                                         |
| 宣中华                       | 衙前农民协会                       | 教师                                                                                       |
| 蒋佛生                       | 湖南农会                           | 教员，上海社会主义青年团                                                                   |
| 王复元(王福源)               | 山东劳工会                         | 印刷工人                                                                                   |
| 贺恕                         | 湖南省垣教职员联合会               | 教员                                                                                       |
| 王尽美(王瑞俊)               | 山东报界                           | 山东劳动报记者，共产党员                                                                   |
| 许赤光                       | 中华劳动组合书记部与劳动组织研究会 | 机器工人                                                                                   |
| 冯菊坡                       | 广东马克思主义（研究）会           | 学生与记者                                                                                 |
| 王筱锦                       | 山东学生联合总会                   | 学生、共产党员                                                                             |
| 宋伟年                       | 安徽全省学生联合总会               | 安徽社会主义青年团，全省学联秘书长，安庆法专学生。建国后在最高人民检察院、安徽省文史馆工作 |
| 李霁初                       | 湖南报界联合会                     | 长沙通信社编辑，著有《游俄见闻纪实》，晨报社·北京，1923年6月                               |
| 夏曦                         | 湖南学生联合会                     | 学生、共产党员                                                                             |
| 马念一                       | 武汉报界联合会                     | 记者                                                                                       |
| 邓又铭(邓恩铭)               | 山东励新学会                       | 共产党员，学生                                                                             |
| 夏揆予                       | 芜湖工商协进会                     | 共产党员，省立五中学生                                                                     |
| 贺衷寒                       | 武汉社会主义青年团总干事董必武签发 | 大汉报记者                                                                                 |
| 刘一华                       |                                    |                                                                                            |
| 唐道海                       | 芜湖劳工互助团                     | 安庆工业学校学生。后任省立芜湖高级中学校长                                                 |
| 王振翼                       | 太原社会主义青年团                 | 中学毕业后任太原社会主义青年团政治宣传委员会主任，团一大15位参与筹备的代表之一             |
| 马章禄                       | 芜湖职教员联合会                   | 省立五中                                                                                   |
| 朱枕薪                       | 民国日报社                         | 记者，无政府主义，著有《苏维埃俄罗斯的过去和现在》商务印书馆1923年版                       |
| 任弼时                       | 东方共产主义大学学生               | 社会主义青年团                                                                             |
| 梁柏台                       | 东方共产主义大学学生               | 社会主义青年团                                                                             |
| 未知，可能是俞秀松（杨好德） |                                    | 社会主义青年团。 早已现行抵达苏俄，未填写登记个人信息                                      |

另有5名有发言权的非正式中国代表。瞿秋白、李宗武、卜士奇作为翻译参加了大会。萧劲光、刘少奇、吴葆萼、曹靖华、韦漱园、蒋光慈、柯怪君（柯庆施）是大会的工作人员。
1921年11月至1922年3月，张太雷陪同共产国际驻华代表马林在桂林、广州、汕头、上海拜会中国国民党代表张继、拜访孙中山等活动，未在伊尔库茨克或莫斯科。